# Островът (филм, 2011)
Вижте пояснителната страница за други значения на Островът.
„Островът“ е игрален филм, копродукция на България и Швеция от 2011 година на режисьора Камен Калев, по сценарий на Камен Калев. Оператор е Юлиян Атанасов. Музиката във филма е композирана от Жан Пол Вал.

## Сюжет
„Островът“ разказва историята на Данийл (Туре Линдхардт) и неговата приятелка – французойката Софи (Летисия Каста).
Данийл и Софи от четири години и живеят заедно в Париж. Нищо неподозираща Софи решава да организира пътуване до България, за да изненада Данийл. Пристигайки на претъпкания плаж в Слънчев бряг, Софи изумена научава, че това е родината на Данийл, където той не е стъпвал от двадесет години.
Данийл отвежда Софи на почти необитаем остров в Черно море. Жегата и малцината странни обитатели на мястото започват да влияят на поведението и на двамата. Островът изкарва наяве дълбоко скритите им страхове и това поставя любовта им на изпитание.
Филмът е заснет основно на остров Света Анастасия в бургаския залив, както и в Бургас, София и Париж.

## Продукция
Островът е продуциран от Waterfront Film в копродукция с Българска национална телевизия, Национален Филмов Център, Art Eternl, Film I Vast, и Chimney Pot.
Продуценти на филма са Камен Калев, Ангел Христанов и Фредерик Зандер. Изпълнителни продуценти са Елица Кацарска и Стела Павлова. Асоцииран продуцент Филип Тодоров.
Артистичен сътрудник е Стефан Пирьов. Сценограф Себастиян Оргамбиде. „Островът“ е заснет на 35 мм лента и е монтиран от Оса Мосберг (Антихрист) и Микел Нилсън (Реконструкция) в Копенхаген, Дания.
Актьорите и екипът на продукцията живеят повече от месец заедно на необитаемия остров в Черно море без почти никаква връзка с външния свят.

## Премиера
„Островът“ е избран и показан за първи път пред зрители по време на 64-то издание на Кинофестивала в Кан в селекцията „Петнадесетдневката на режисьорите“. Няколко месеца по-късно през месец октомври е прожектиран официално и пред българската публика на специално инсталиран екран на сцената на Народен театър „Иван Вазов“ в София.

## Награди
- Участие в Петнадесетдневката на режисьорите в (Кан, Франция, 2011).
- Награда за операторско майсторство на Юлиян Атанасов на фестивала „Златна роза“ (Варна, 2011).[2]
- Награда за поддържаща женска роля на Бойка Велкова от БФА (2012).
- Награда за звукорежисьор на Момчил Божков (и за участието му в „Момчето, което беше цар“) от БФА (2012).

## Актьорски състав
- Туре Линдхардт – Данийл
- Летисия Каста – Софи
- Бойка Велкова – Ирина
- Руси Чанев – Павел
- Михаил Мутафов – Илия
- Алехандро Ходоровски – Ходо
- Бертил Шабер – Лу
- Оливие Клавери – Симон
- Александър Еленков – пиколо
- Ели Медейрос – Жанет
- Стефан Пирьов
- Любен Дилов-син
- Светослав Танев – директор
- Андрей Арнаудов
- Иван Христов
- Деян Славчев-Део
- Жан-Пол Вал
- Елица Кацарска
- Петър Попйорданов
- Джон Ласковски
- Моньо Монев
- Силвия Петкова – репортер
- Филип Ралев-Тошко
- Дария Симеонова – асистент

## Фестивали
- Филмов фестивал в Кан, Франция, 2010, селекция „Петнадесетдневката на режисьорите“
- Сараевски филмов фестивал в Сараево, Босна и Херцеговина, 2011, селекция „Във Фокус“
- Филмов Фестивал в Ситгес, Испания 2011
- Филмов фестивал в Солун, Гърция 2011
- Международен Филмов фестивал в Гоа, Индия 2011
- Филмов фестивал в Монс, Белгия 2011
- Фестивал на новото кино в Монреал, Канада 2011
- Филмов фестивал в Монпелие, Франция 2011